# Malakoff-Turm (Luxemburg)

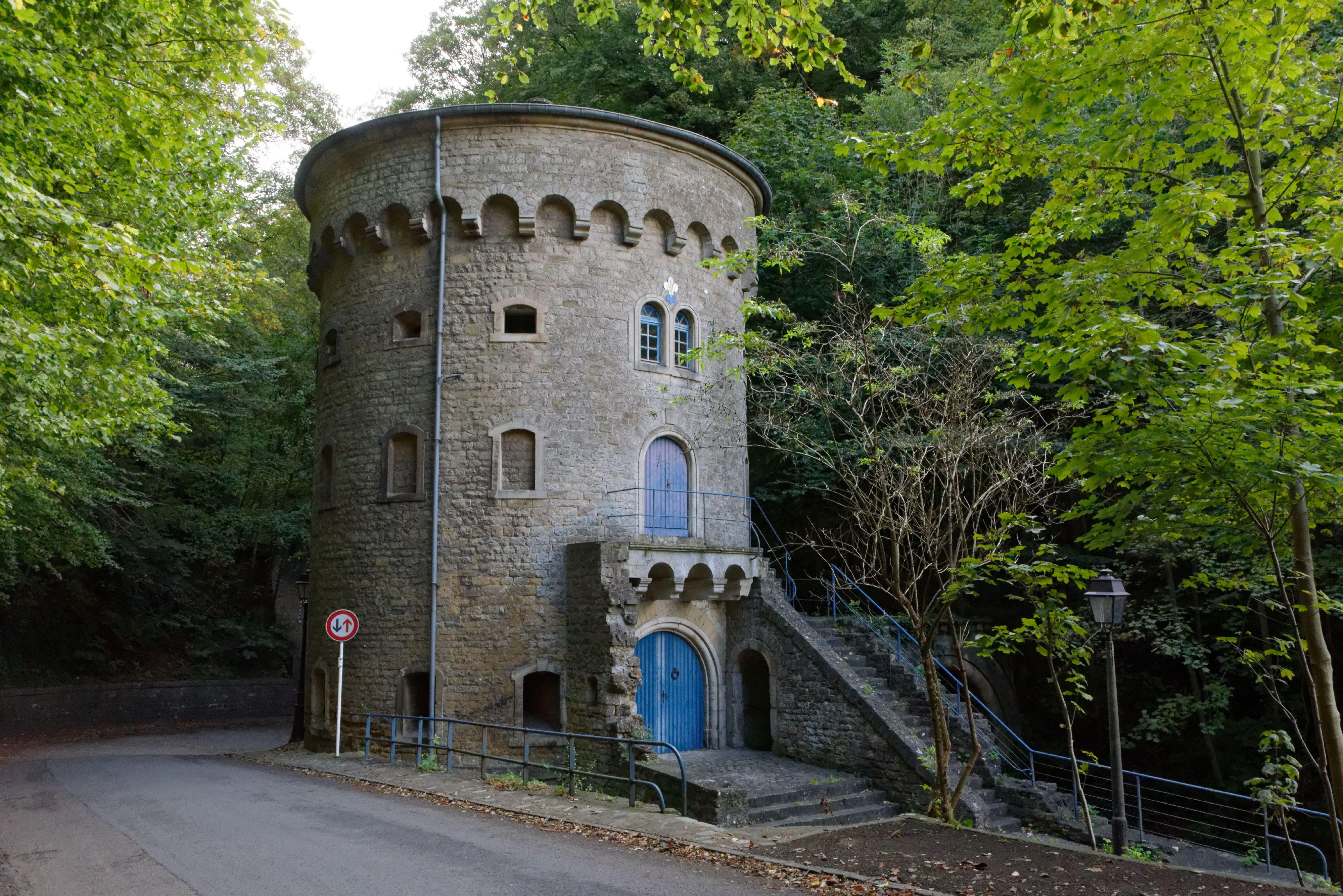
Ansicht aus der Stadt

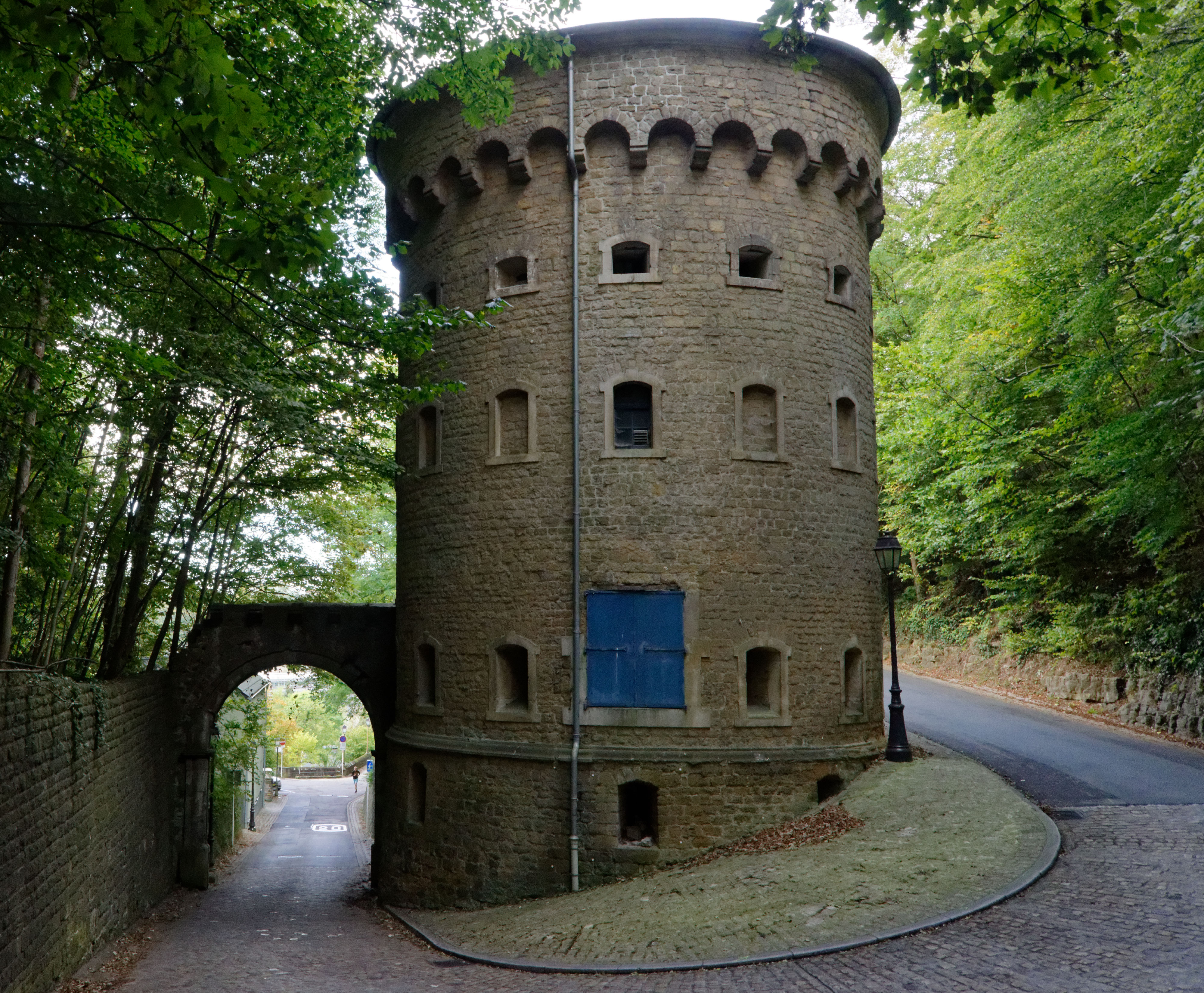
Ansicht auf die Festung

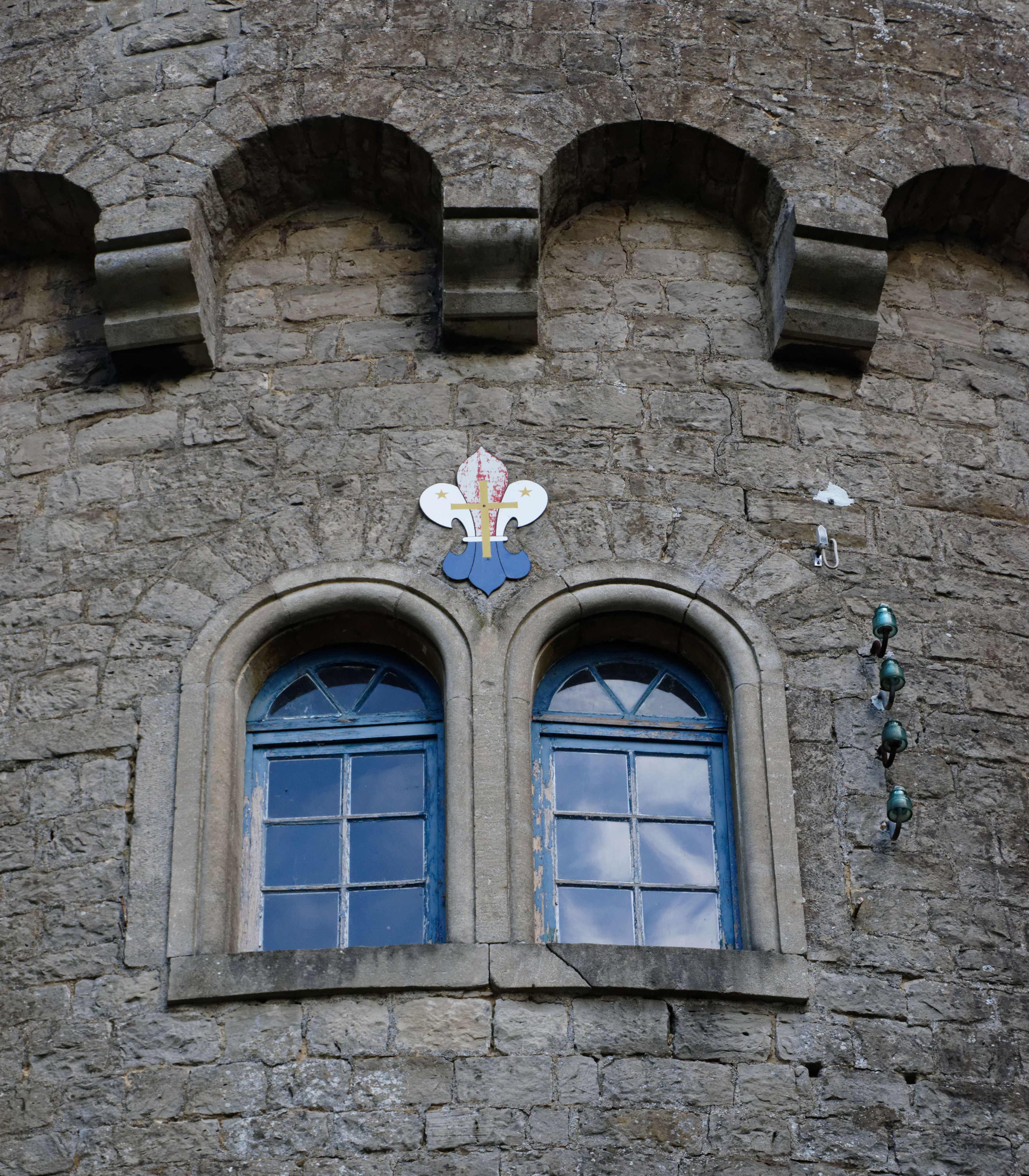
Fenster – Detail

Der Malakoff-Turm in der Stadt Luxemburg wurde 1861 gebaut und steht in einer engen Kehre in der Rue Jules Wilhelm, in unmittelbarer Nähe der Rue Malakoff, zwischen dem Stadtteil Clausen und dem Fort Thüngen aufwärts zum Kirchberg-Plateau.
Ein weiterer Malakoff-Turm in Luxemburg ist ein alleinstehender Felsen in Pilzform am Müllerthal-Trail. Den Namen gaben ihm holländische Soldaten in der Mitte des 19. Jahrhunderts, die in Echternach stationiert waren, in der Erinnerung an die strategische Bedeutung im Krimkrieg (1853–1856).

## Geschichte und Bedeutung
Der Turm gehört zur Festung Luxemburg und war das letzte Gebäude, welches vor ihrer Schleifung im Jahre 1867 errichtet wurde.
Der Name geht zurück auf den Turm des Fort Malakow, der im Krimkrieg eine wichtige Rolle eingenommen hat und sehr lange umkämpft wurde. Der Begriff Malakoff wurde zu einem Symbol der Stärke und Uneinnehmbarkeit und sollte dies in die Festung Luxemburg einbringen.
Die Kehre, in welcher der Turm steht, wurde schon mehrfach zum Problem für den LKW-Verkehr.